# Den ukrainske folkerepublik
Den ukrainske folkerepublik (ukrainsk: Українська Народна Республіка, Ukrayins’ka Narodnia Respublika, også Den ukrainske nationale republik og UNR (УНР)), var en statsdannelse fra 1918 til 1921 i området omkring nutidens Ukraine.
Efter den russiske revolution prøvede flere politiske fraktioner at skabe en uafhængig ukrainsk stat. Den 28. juni 1917 oprettede ukrainske bolsjevikker og mensjeviker Den ukrainske nationale republik, og erklærede uafhængighed fra Rusland.
Den 20. november 1917 erklærede Ukraine sig som en autonom del af Den russiske sovjetiske føderative socialistrepublik.
Bolsjevikkerne ønskede en føderation med den russiske sovjetrepublik, men manglede bred folkelig støtte. Under en separat kongres deklarerede de oprettelsen af sovjetrepublikken Ukraine (Respublyka Rad Ukrajiny) den 25. december 1917, som imidlertid også var uafhængig af Rusland.
Den 22. januar 1918 blev den ikke-kommunistiske ukrainske folkerepublik, oprettet – også uafhængig af Rusland. Mellem 27. januar og 1. marts 1918 blev landet okkuperet af russerne, og internt fulgte en serie alliancer mellem anarkister og paramilitære grupper af haydamaker.
Mellem 1. marts og 16. december 1918 blev landet derefter okkuperet af en alliance mellem Tyskland og Østrig-Ungarn. Bolsjevikkerne blev fuldstændig fordrevet fra Ukraine, og mellem 18. april og 20. november 1918 var den kommunistiske stat opløst i forbindelse med Brest-Litovsk-freden, som placerede Ukraine i den tyske indflydelsessfære, og den ukrainske stat blev oprettet. Efter Tysklands nederlag i første verdenskrig blev denne aftale ignoreret, og den 14. december 1918 blev Den ukrainske folkerepublik genoprettet. Mellem 18. december 1918 og 8. april 1919 blev Odessa okkuperet af de vest-allierede i forbindelse med de allieredes intervention i den russiske borgerkrig.
Den 6. januar 1919 blev Den ukrainske socialistiske rådsrepublik grundlagt, for derefter at ophøre den 21. december 1919. Under den polsk-sovjetiske krig (februar 1919 – marts 1921) kæmpede Den ukrainske folkerepublik og Den ukrainske socialistiske sovjetrepublik (Sovjet-Ukraine) på hver sin side. Efter krigen, den 7. maj 1921 blev imidlertid den ikke-kommunistiske del af Ukraine absorberet af Den ukrainske socialistiske sovjetrepublik. Denne stat forblev så et eget land i de næste 1,5 år indtil den 30. december 1922, hvor Den ukrainske socialistiske sovjetrepublik var en af de fire grundlæggende medlemmer af Sovjetunionen.

## Ekstern henvisning
- “Aus Politik und Zeitgeschichte”, 11. November 2014

50°N 30°Ø / 50°N 30°Ø